# Омрасьёган (приток Несъёгана)
Омрасьёган (устар. Омрась-Юган) — река в Шурышкарском районе, Ямало-Ненецкого АО. Устье реки находится на 44-м км по правому берегу реки Несъёган. Длина реки составляет 36 км. Притоки: Пухрынгкал-Соим в 12 км и Макласьёган в 16 км по левому берегу.

## Данные водного реестра
По данным государственного водного реестра России относится к Нижнеобскому бассейновому округу, водохозяйственный участок реки — Обь от впадения реки Северная Сосьва до города Салехард, речной подбассейн реки — бассейны притоков Оби ниже впадения Северной Сосьвы. Речной бассейн реки — (Нижняя) Обь от впадения Иртыша.